# دنبان حرجي
الدنبان الحرجي (باللاتينية: Brachypodium sylvaticum) نوع نباتي يتبع جنس الدنبان (باللاتينية: Brachypodium) من الفصيلة النجيلية.

## الموئل والانتشار
موطنه بلاد الشام والمغرب العربي وتركيا والقوقاز وكل مناطق أوروبا تقريبا.

## مرادفات للاسم العلمي
- (باللاتينية: Festuca sylvatica Huds.)
- (باللاتينية: Brachypodium pubescens (Peterm.) Mussajev)